# Jude Law
Jude Law (Lewisham, London, 29. prosinca 1972.) engleski je glumac, producent i redatelj. Najpoznatiji je po ulogama u filmovima Talentirani gospodin Ripley, Neprijatelj pred vratima, Umjetna inteligencija, Studengora i Sherlock Holmes.

## Životopis
Law je počeo glumiti 1987. godine u kazalištu National Youth Music Theatre. Prvu je televizijsku ulogu imao 1989. u TV filmu Krojač iz Gloucestera. Prvu filmsku ulogu ostvario je 1994. u filmu Paula W. S. Andersona Kupovina (Shopping) s budućom suprugom Sadie Frost. Nakon što je nastupio u filmovima Andrewa Niccola, Clinta Eastwooda i Davida Cronenberga, nominiran je za Oscara za najboljeg sporednog glumca za ulogu u Minghellinom Talentiranom gospodinu Ripleyju, a za isti je film 2000. dobio nagradu BAFTA. Za ulogu u Studengori 2003. je nominiran za Oscara za najboljeg glumca.
Godine 2006. Law je uvršten među 10 najprofitabilnijih filmskih zvijezda u Hollywoodu. Također je zaštitno lice mnogih robnih marki.
Osim na filmu, Jude Law nastupa i u kazalištu. Za svoju je izvedbu Hamleta nominiran 2010. za nagradu Tony.
Iz braka s glumicom Sadie Frost ima troje djece. Njegovi roditelji žive u Francuskoj, gdje vode vlastito kazalište i školu drame. Njegova je sestra Natasha Law, poznata engleska ilustratorica

## Vanjske poveznice
- Jude Law u internetskoj bazi filmova IMDb-u (engl.)